# Gratschowka (Kaliningrad)
Gratschowka (russisch Грачёвка, deutsch Kraam, litauisch Kramava) ist ein Ort in der russischen Oblast Kaliningrad. Er liegt im Rajon Selenogradsk und gehört zur kommunalen Selbstverwaltungseinheit Stadtkreis Selenogradsk.

## Geographie
Gratschowka liegt 33 Kilometer nordwestlich der Stadt Kaliningrad (Königsberg) und fünf Kilometer südlich des Ostseebades Swetlogorsk (Rauschen) an einer Nebenstraße, die Salskoje (Sankt Lorenz) an der russischen Fernstraße A 192 (frühere deutsche Reichsstraße 143) mit Kljukwennoje (Klycken) verbindet. Die nächste Bahnstation ist Swetlogorsk an der Bahnstrecke Kaliningrad–Swetlogorsk (Königsberg–Rauschen), der einstigen Samlandbahn.

## Geschichte
Das bis 1946 Kraam genannte Dorf wurde 1463 gegründet. Im Jahre 1874 kam es zu dem neu errichteten Amtsbezirk Sankt Lorenz (heute russisch: Salskoje), der bis 1939 zum Landkreis Fischhausen, von 1939 bis 1945 zum Landkreis Samland im Regierungsbezirk Königsberg der preußischen Provinz Ostpreußen gehörte.
Am 11. Dezember 1893 schloss sich die Landgemeinde Kraam mit den Nachbarorten Plautwehnen (russisch: Rakitnoje) und Pokalkstein (Bogatoje) zur neuen Landgemeinde Kraam zusammen. Die Einwohnerzahl betrug im Jahre 1910 insgesamt 287.
Am 30. September 1928 vergrößerte sich die Landgemeinde Kraam um die Gutsbezirke Klycken (russisch: Kljukwennoje) und Plinken (Lessenkowo), die eingemeindet wurden. Die Zahl der Einwohner stieg bis 1933 auf 481 und betrug 1939 bereits 550.
Als Kriegsfolge kam Kraam 1945 mit dem nördlichen Ostpreußen zur Sowjetunion und erhielt 1947 die russische Bezeichnung „Gratschowka“. Gleichzeitig wurde der Ort in den Dorfsowjet Schatrowski selski Sowet im Rajon Primorsk eingeordnet. Seit vor 1967 war Gratschowka selber Sitz dieses Dorfsowjets bzw. Dorfbezirks. Von 2005 bis 2015 gehörte Gratschowka zur Landgemeinde Krasnotorowskoje selskoje posselenije und seither zum Stadtkreis Selenogradsk.

## Kirche
Die Bevölkerung Kraams war vor 1945 fast ausnahmslos evangelischer Konfession. Sie war in das Kirchspiel der Pfarrkirche in Sankt Lorenz (heute russisch: Salskoje) eingegliedert, das zum Kirchenkreis Fischhausen (Primorsk) in der Kirchenprovinz Ostpreußen der Kirche der Altpreußischen Union gehörte. Heute liegt Gratschowka im Einzugsgebiet der in den 1990er Jahren neu entstandenen evangelisch-lutherischen Auferstehungskirche in Kaliningrad (Königsberg), der Hauptkirche der Propstei Kaliningrad der Evangelisch-lutherischen Kirche Europäisches Russland.